# Резерфорд, Эдвард
Э́двард Ре́зерфорд (англ. Edward Rutherfurd, настоящее имя Фрэнсис Эдвард Уинтл, англ. Francis Edward Wintle; род. 1948) — английский писатель, автор исторических романов.
Родился в городе Солсбери, учился в Кембриджском университете и Стэнфордской школе бизнеса (часть Стэнфордского университета). Работал в области политических исследований, в книжной торговле и издательском деле. После неоднократных попыток обратиться к писательству в 1983 году оставил работу в книжной торговле и вернулся в родительский дом для работы над первым историческим романом «Sarum», основанном на истории его родного города. Четыре года спустя эта книга была опубликована и стала международным бестселлером. Международный успех имели и пять последующих романов Резерфорда, в каждом из которых прослеживается многовековая судьба той или иной местности с использованием как исторических, так и вымышленных персонажей.

## Произведения
- англ.  Sarum (novel) (1987)
- англ.  Russka (novel) (1991)
- англ. London (1997)
- Королевский лес. Роман об Англии (1997)
- англ.  Dublin: Foundation  (2000)
- англ.  Ireland: Awakening  (2004)
- Нью-Йорк (2009)
- Париж (2013)
- Китай. (2021)

## Интересные факты
- В 2005 году город Солсбери отметил заслуги Эдварда Резерфорда перед городом, назвав его именем одну из улиц (англ. Rutherfurd Walk)[1].
- Хобби Эдварда Резерфорда: театр и теннис.